# Quarto (Italia)
Quarto es un municipio italiano localizado en la ciudad metropolitana de Nápoles, región de Campania. Cuenta con 41.074 habitantes en 14,16 km².
Limita con los municipios de Giugliano de Campania, Marano di Napoli, Nápoles, Pozzuoli y Villaricca.

## Demografía
| Gráfica de evolución demográfica de Quarto entre 1861 y 2011 |
|                                                              |
| Fuente ISTAT - elaboración gráfica de Wikipedia              |